# Royalty (televisieprogramma)
Royalty was een Vlaams televisieprogramma dat van 1996 tot 2016 op VTM werd uitgezonden. Het programma ging voornamelijk over het leven van het Belgische en andere Europese koningshuizen. Ook presidenten (zoals de President van de Verenigde Staten) kwamen aan bod.
In 2016 werd bekendgemaakt dat het programma na 20 jaar zou stoppen. De allerlaatste aflevering werd uitgezonden op 25 december 2016.

## Presentatie
Het programma werd aanvankelijk gepresenteerd door Lynn Wesenbeek, maar vanaf 1999 door Kathy Pauwels. Toen deze laatste wegens ziekte in december 2013 niet meer kon presenteren, nam Birgit Van Mol de presentatie over. In augustus 2015 werd het programma vernieuwd en werd de presentatie gedaan door Jo De Poorter en Birgit Herteleer (als co-presentatrice en reporter). Van juli 2016 tot het einde van het programma, in december 2016, werd de presentatie enkel door Birgit Herteleer gedaan.